# Dorce Gamalama
Dorce Gamalama  née le 21 juillet 1963 à Solok et morte le 16 février 2022 à Jakarta, est une chanteuse de pop, actrice, présentatrice et comédienne trans indonésienne. Elle est souvent appelée « Bunda » (mère en indonésien).

## Jeunesse
Dorce Gamalama est née à Solok, dans l'ouest de Sumatra, en Indonésie, le 21 juillet 1963. Sa mère Dalifah, vendeuse de riz, est décédée de causes inconnues alors qu'elle a trois mois, tandis que son père Achmad, peintre et soldat, quitte la maison lorsqu'elle a 5 mois et est retrouvé mort quelques mois plus tard, la laissant orpheline. Dorce est élevée par sa grand-mère Darama, qui l'initie à la musique alors qu'elle est encore à l'école primaire. Elle commence à chanter avec un groupe appelé les Bambang Brothers (BamBros). À l'âge de 5 ans, elle déménage dans la capitale pour vivre avec sa tante Dalima et commence à travailler alors qu'elle n'a que 7 ans : vendant des journaux, faisant la vaisselle et vendant des gâteaux dans le quartier.
Dorce Gamalama explique qu'elle a expérimenté la dysphorie de genre pour la première fois à l'âge de 7 ans, se sentant emprisonnée dans son propre corps, et qu'elle a eu la chance de porter une robe sur scène lors d'une pièce de théâtre de l'école du jour de l'indépendance indonésienne. À l'adolescence, elle commence à apparaître sur scène dans des vêtements pour femmes, passant de Bambros au groupe dirigé par des femmes trans Fantastic Dolls et elle prend le nom de scène de Dorce Ashadi,. Son nom de scène dérive du mont Gamalama à Ternate. Son changement de sexe est officiellement reconnu en 1986.

## Carrière
Dorce Gamalama est l'hôte du populaire Dorce Show, diffusé en milieu de matinée sur le réseau Trans TV en Indonésie. Elle écrit une autobiographie intitulée Aku Perempuan. Dans celle-ci, elle révèle qu'à l'âge de 23 ans, elle est mariée à un homme, qu'elle appelle « M. X », mais que le mariage ne dure que deux ans. Le 12 mai 2009, Dorce Gamalama annonce que son émission est annulée.
En juin 2014, Dorce Gamalama est dans un avion en classe affaires lorsqu'elle rencontre le candidat à la présidence de l'époque, Joko Widodo. Elle soutient sa campagne présidentielle, participant à un événement intitulé « Rejoignez Jokowi », avec des centaines de femmes au foyer près du monument Selamat Datang. Cependant, en juillet 2015, des mois après l'investiture de Widodo en tant que président de l'Indonésie, elle retire son soutien lorsque ce dernier n'assiste pas au 52e anniversaire de Masjid Al-Hayya. Elle affirme alors qu'elle soutiendrait Rhoma Irama à la présidence si Irama devait annoncer sa participation. Néanmoins, en décembre 2015, Widodo invite Dorce Gamalama à une fête à Istana Negara, à Jakarta,.
Dorce Gamalama lance une entreprise de design floral à Bekasi en janvier 2020, alors qu'elle souffre de diabète de type 2 et se remet de calculs rénaux.
En juin 2020, Dorce Gamalama travaille comme chauffeuse pour Raffi Ahmad et sa femme, Nagita Slavina, pendant seulement une semaine, avant de démissionner pour des raisons médicales. Elle affirme avoir demandé à être son chauffeur en raison d'un rêve qu'elle aurait eu durant le mois de Ramadan cette année-là. Après avoir démissionné, elle déclare vouloir conduire pour le président Joko Widodo.
La santé de Dorce Gamalama continue de décliner et, en janvier 2021, elle commence à préparer ses funérailles islamiques, de la sépulture au linceul kaffan. Elle aurait hésité à subir une lithotomie pour enlever ses calculs rénaux, optant plutôt pour des changements alimentaires et la médecine traditionnelle, comme l'eau du puits de Zamzam à La Mecque. Elle fait de l'hypotension alors qu'elle jeûne pendant le Ramadan cette année-là.

## Vie privée
Dorce Gamalama est d'origine minangkabau du côté de sa mère et Binjai-arabe du côté de son père. Elle a quatre enfants adoptés et possède un certain nombre d'orphelinats. Elle a en outre six petits-enfants adoptés.
Elle est musulmane et a fait le Hajj à La Mecque en 1990 et 1991,. Le 9 novembre 2008, elle assiste aux funérailles de l'imam Samudra, l'un des hommes exécutés pour les attentats de 2002 à Bali. Elle passe une demi-heure dans la maison de l'homme exécuté pour discuter avec sa mère. En partant, elle aurait déclaré « Je suis certaine qu'il est allé au paradis ».
Dorce Gamalama vivait autrefois dans une maison traditionnelle de style Minang, une Rumah Gadang, qui est vendue en novembre 2018 pour 2 milliards de roupies indonésiennes (environ 140 100 dollars) pour aider à collecter des fonds pour les enfants orphelins en Palestine, en Syrie et en Indonésie.
Elle meurt des suites des complications du COVID-19 le 16 février 2022, à l'âge de 58 ans. Elle avait été testée positive trois semaines auparavant,. Ses souhaits pour ses funérailles n'ont pas été respectés.

## Filmographie
- 2008 : Mas Suka Masukin Aja[28]
- 2009 : Hantu Biang Kerok comme Mbah Upit[28]